# باشگاه والیبال صنام تهران
باشگاه والیبال صنام تهران باشگاه ریشه دار والیبال ایران است که در سال ۱۳۸۵ منحل شد.
والیبال صنام از سال ۱۳۷۹ تا سال ۱۳۸۳ قدرت اول لیگ برتر والیبال ایران بود و در این ۵ دوره ۴ دوره قهرمان لیگ برتر والیبال ایران شد و در سال ۱۳۸۵ به صورت عجیبی منحل شد.

## دست‌آوردها
لیگ برتر والیبال ایران
| باشگاه     | قهرمانی | نایب‌قهرمانی | سال‌های قهرمانی         | سال‌های نایب‌قهرمانی |
| ---------- | ------- | ----------- | ---------------------- | ------------------ |
| صنام تهران | ۴       | ۲           | ۲۰۰۱, ۲۰۰۲, ۲۰۰۴, ۲۰۰۵ | ۱۹۹۹, ۲۰۰۳         |

مسابقات والیبال قهرمانی باشگاه‌های مردان آسیا
- قهرمان (۱): ۲۰۰۴
- نایب قهرمان (۱): ۲۰۰۲

مسابقات والیبال جام دوستی کویت
- قهرمان (۱): ۲۰۰۳